# 大田放送
座標: 北緯36度18分48秒 東経127度26分27秒 / 北緯36.3134416度 東経127.4408046度
株式会社大田放送は大韓民国の大田広域市、忠清南道、忠清北道中・南部を放送エリアとするラジオ・テレビ兼営の民間放送局。略称はTJB。1994年9月7日に設立して、1995年5月14日に開局。本社を大田広域市儒城区に置く。
テレビ局とラジオ局はSBS系列局。リモコンキーIDは6-1。
コーポレートスローガンは「언제나 다정한 방송〈いつも優しい放送〉TJB」。サイトにあるキャッチコピーは「True Joy Begins : 즐거운 미디어문화가 펼쳐집니다〈楽しいメディア文化が開けます。〉」。

## 本社・支社・支局所在地
本社
- 大韓民国34125大田広域市儒城区エクスポ路131（道竜洞4-18）

天安支社
- 大韓民国31109忠清南道天安市西北区東西大路129-12〈星井2洞1519〉

瑞山支社
- 大韓民国31994忠清南道瑞山市西海路3437〈石林洞764-2〉

## 沿革
- 1994年9月7日 : 会社を設立。
- 1995年4月1日 : テレビ放送試験電波発射。〈食藏山送信所、22ch、10kW〉
- 1995年5月14日 : 開局。
- 1998年3月2日 : FM放送〈愛称 PowerFM〉開局。〈食藏山送信所、FM 95.7MHz、5kW〉
- 2002年1月1日 : 首都圏を除く地域最初でデジタルテレビ試験放送〈食藏山送信所、物理チャンネル 15ch、2.5kW〉
- 2003年12月1日 : 地上デジタルテレビ開局。
- 2007年9月28日 : 地上波DMB開局。〈食藏山送信所、202.736MHz、2kW〉
- 2008年5月14日 : 新社屋を着工。
- 2010年5月14日 : HD放送を開始。
- 2012年10月11日 : 開局以来使用していた東区の社屋から、儒城区の新社屋へ移転。
  - 旧社屋の一部は大田国楽放送が使用している。
- 2012年10月16日 : 地上アナログテレビ放送終了。

## 送信所・中継局一覧

### デジタルテレビ
- リモコンキーID：6-1
- 呼出符号（コールサイン）：HLDF-DTV

| 送信所 | 物理チャンネル | 空中線電力 |
| ------ | -------------- | ---------- |
| 食蔵山 | K-15ch         | 2.5kW      |
| 赤鰲山 | K-15ch         | 0.05W      |
| 聖堂里 | K-15ch         | 0.05W      |
| 晩楽山 | K-40ch         | 90W        |
| 香積山 | K-43ch         | 90W        |
| 内板   | K-15ch         | 0.05W      |
| 公州   | K-46ch         | 90W        |
| 扶餘   | K-37ch         | 90W        |
| 玉馬山 | K-48ch         | 90W        |
| 舒川   | K-34ch         | 90W        |
| 黑城山 | K-45ch         | 1kW        |
| 元暁峰 | K-20ch         | 1kW        |
| 安眠   | K-20ch         | 0.05W      |

### アナログテレビ
（2012年10月16日午後2時に終了）
- 呼出符号：HLDF-TV

| 送信所 | チャンネル | 空中線電力 |
| ------ | ---------- | ---------- |
| 食蔵山 | K-22ch     | 10kW       |
| 大田   | K-44ch     | 100W       |
| 晩楽山 | K-27ch     | 100W       |
| 論山   | K-35ch     | 500W       |
| 公州   | K-25ch     | 100W       |
| 扶餘   | K-19ch     | 100W       |
| 玉馬山 | K-60ch     | 500W       |
| 舒川   | K-25ch     | 100W       |
| 黑城山 | K-19ch     | 10kW       |
| 元暁峰 | K-52ch     | 5kW        |

### ラジオ
TJB Power FM
| 送信所 | 周波数     | 空中線電力 | 呼出符号 |
| ------ | ---------- | ---------- | -------- |
| 食蔵山 | FM 95.7MHz | 5kW        | HLDF-FM  |
| 元暁峰 | FM 96.5MHz | 500W       | HLDF-FM  |

### 地上波DMB
TJB u
- 呼出符号：HLDF-TDMB
- 清州放送(CJB)と共同運営。

| 送信所 | 物理チャンネル（周波数） | 空中線電力 |
| ------ | ------------------------ | ---------- |
| 食蔵山 | K-11Cch（202.736MHz）    | 2kW        |
| 牛岩山 | K-11Cch（202.736MHz）    | 2kW        |
| 香積山 | K-11Cch（202.736MHz）    | 90W        |
| 玉馬山 | K-11Cch（202.736MHz）    | 90W        |
| 黑城山 | K-11Cch（202.736MHz）    | 1kW        |
| 元暁峰 | K-11Cch（202.736MHz）    | 1kW        |
| 迦葉山 | K-11Cch（202.736MHz）    | 2kW        |
| 龍頭山 | K-11Cch（202.736MHz）    | 90W        |

## 海外提携局
- 日本 テレビ宮崎
- 日本 熊本県民テレビ
- 中国 河北電視台

## 忠清圏の放送局
- KBS大田放送総局
- KBS清州放送総局
- KBS忠州放送局
- 大田文化放送
- 清州文化放送
- 忠州文化放送
- 清州放送
- 基督敎大田放送
- 基督敎清州放送
- 大田極東放送
- 大田平和放送
- 清州仏敎放送
- 大田交通放送